# Gewöhnlicher Schneeball
Der Gewöhnliche Schneeball (Viburnum opulus), auch Gemeiner Schneeball, Herzbeer, Blutbeer, Dampfbeere, Drosselbeerstrauch, Geißenball, Glasbeere, Schlangenbeere, Wasserholder, Wasser-Schneeball genannt, ist eine Pflanzenart aus der Gattung der Schneebälle (Viburnum) in der Familie der Moschuskrautgewächse (Adoxaceae). Er ist in Eurasien weit verbreitet und wird als Ziergehölz verwendet.

## Beschreibung

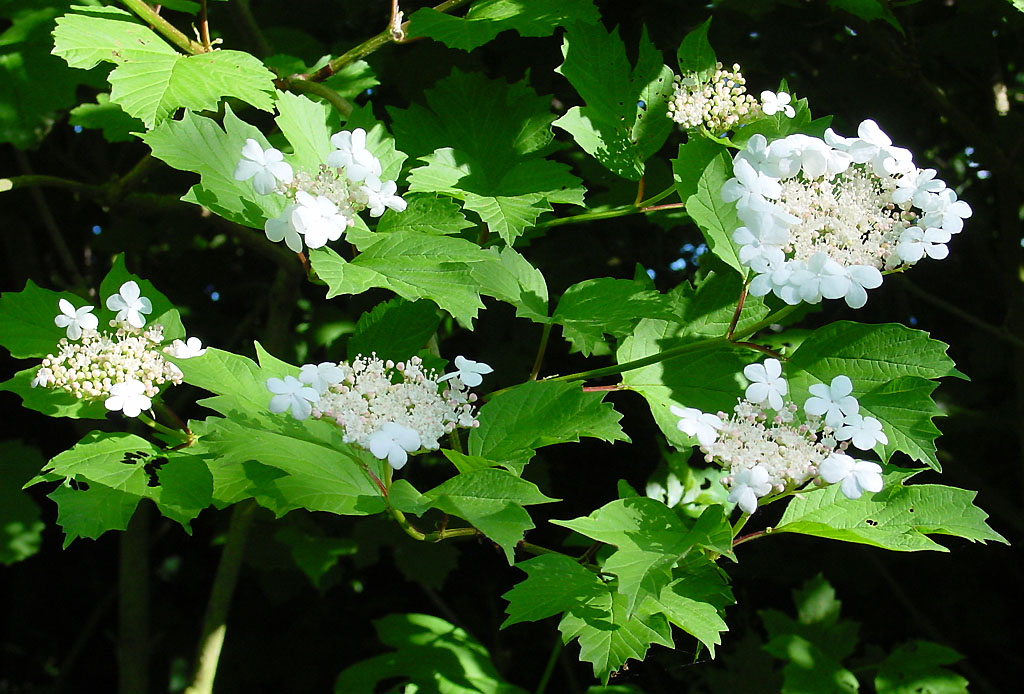
Habitus, Laubblätter und Blütenstände.

### Erscheinungsbild und Rinde
Der Gewöhnliche Schneeball wächst als sommergrüner Strauch und kann Wuchshöhen von 1,5 bis 6 Meter erreichen. Die 4 bis 6 mm lang gestielte Winterknospe besitzt zwei Paare verwachsener, kahler Knospenschuppen, wobei die inneren häutig und an ihrer Basis röhrig verwachsen sind. 
Die dünne bis dicke Borke kann korkig sein. Die im ersten Jahr stumpf-kantigen Zweige besitzen eine grünlich-braune oder manchmal rötliche, kahle bis flaumig behaarte Rinde mit auffällig erhabenen Lentizellen. Die ab dem zweiten Jahr stielrunden Zweige besitzen eine gelbliche oder rot-braune sowie kahle Rinde mit verstreut angeordneten, kleinen, gerundeten Lentizellen.

### Blatt

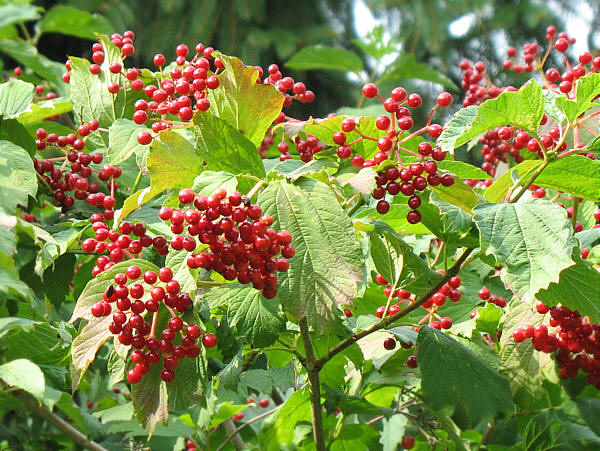
Zweige mit Laubblättern und reifen Früchten

Die immer gegenständig angeordneten Laubblätter sind in Blattspreite und Blattstiel gegliedert. Der grüne oder rötliche, kräftige Blattstiel ist 1 bis 5 cm lang, kahl oder flaumig behaart und besitzt nahe seiner Basis zwei bis vier oder mehr scheibenförmige Drüsen. Die pergamentartigen Blattspreiten sind bei einer Länge von 6 bis 12 cm und einer Breite von 5 bis 10 cm im Umriss kreisrund-eiförmig bis breit-eiförmig oder verkehrt-eiförmig mit gerundetem, gestutztem oder leicht herzförmigem Spreitenboden und sie sind meist drei-, selten fünflappig. Der Endlappen ist oft am größten und die Seitenlappen spreizen manchmal nach außen. Die Enden der Blattlappen sind spitz. Der Blattrand ist unregelmäßig gezähnt. Die Blattflächen sind von Anfang an auf beiden Seiten gleich grün gefärbt. Auf der Blattunterseite befinden sich abspreizende Haare besonders auf den Blattadern. Die Blattoberseite ist weitgehend kahl. Es liegt Handaderung vor. Die Mittelader ist auf der Blattunterseite erhaben. Die Blattadern sind gerade oder leicht gebogen, verzweigt und enden in den Blattzähnen. Die Laubblätter im oberen Bereich der Zweige sind oft schmaler und länger, sowie elliptisch bis länglich-lanzettlich und ungelappt bis schwach dreilappig oder ein wenig gekerbt; ihre Blattlappen sind mehr oder weniger ganzrandig und der Mittellappen ist verlängert, die Seitenlappen sind kurz. Die Laubblätter an den Zweigenden sind manchmal ungelappt. Die zwei haltbaren Nebenblätter sind bei einer Länge von 1 bis 5 mm pfriemförmig.

### Blütenstand und Blüte

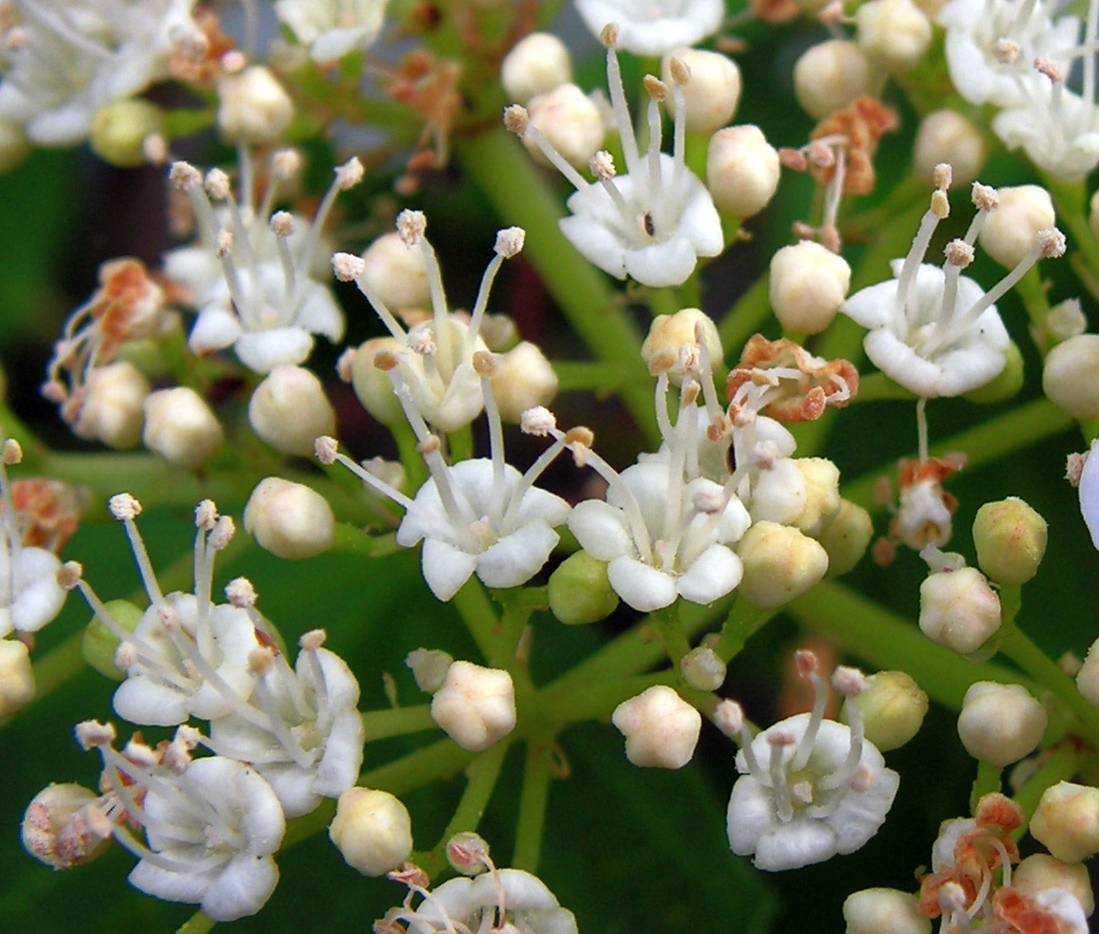
Fertile Blüten

Die Blüten erscheinen nach den Laubblättern und die Blütezeit reicht in China von Mai bis Juni und in Mitteleuropa von Mai bis August. Der endständige Blütenstandsschaft ist kräftig, kahl oder flaumig behaart und 2 bis 5 cm lang. In einem zusammengesetzten, trugdoldigen Gesamtblütenstand, der einen Durchmesser von 5 bis 12 cm aufweist, stehen zymöse Teilblütenstände zusammen. Die hinfälligen Trag- und Deckblätter sind laubblattartig, grün, lanzettlich und kahl oder spärlich behaart. Am ersten Nodium der Blütenstandsachse stehen sechs bis acht kahle oder mit einfachen Haaren versehene „Strahlen“ (Verzweigungen), die fünf bis zehn lang gestielte, große sterile, wohlriechende Randblüten tragen; sie befinden sich im Blütenstand außen und dienen als auffälliger Schauapparat. Bei der Sorte 'Roseum' enthält der Blütenstand nur sterile, große Blüten. An den „Strahlen“ zweiter und dritter Ordnung befinden sich sehr kurz gestielte, deutlich kleinere, nicht duftende, fruchtbare (fertile) Blüten; sie befinden sich im Blütenstand in der Aufsicht innen.
Die Blüten sind fünfzählig mit doppelter Blütenhülle. Die fünf grünen, kahlen Kelchblätter sind zu einer verkehrt-konischen etwa 1 mm langen Kelchröhre verwachsen, die in fünf bei einer Länge von etwa 0,6 mm dreieckigen Kelchzähnen mit stumpfer Spitze enden; dies ist bei den sterilen und fertilen Blüten etwa gleich. Bei den sterilen Blüten sind die fünf weißen Kronblätter verwachsen und die fünf ungleichen Kronlappen sind breit verkehrt-eiförmig mit gerundetem oberen Ende; insgesamt bilden sie eine auffällige Krone mit einem Durchmesser von 1,3 bis 2,5 cm. In den sterilen Blüten ist kein Gynoeceum und Androeceum entwickelt. Bei den fertilen Blüten sind die fünf weißen Kronblätter zu einer 1 bis 2 mm langen Kronröhre verwachsen und die fünf etwas ungleichen, außen kahlen und innen flaumig behaarten Kronlappen sind bei einem Durchmesser von fast kreisförmig sowie ausgebreitet bis zurückgebogen mit gerundem oberen Ende und glattem Rand; insgesamt bilden sie eine Scheibe mit einem Durchmesser von 4 bis 5 mm. Es ist nur der äußere Kreis mit fünf fertilen Staubblättern vorhanden. Die dünnen, etwa 4 mm lang Staubfäden sind nahe der Basis der Blütenkrone inseriert und überragen diese deutlich. Die gelblich-weißen oder purpurfarbenen Staubbeutel sind etwa 1 mm lang. Der halbunterständige Fruchtknoten ist dreikammerig, aber nur eine Fruchtknotenkammer ist fertil und sie enthält nur eine Samenanlage. Der kurze Griffel endet in einer zweilappigen Narbe und überragt den Blütenkelch etwas.

### Frucht

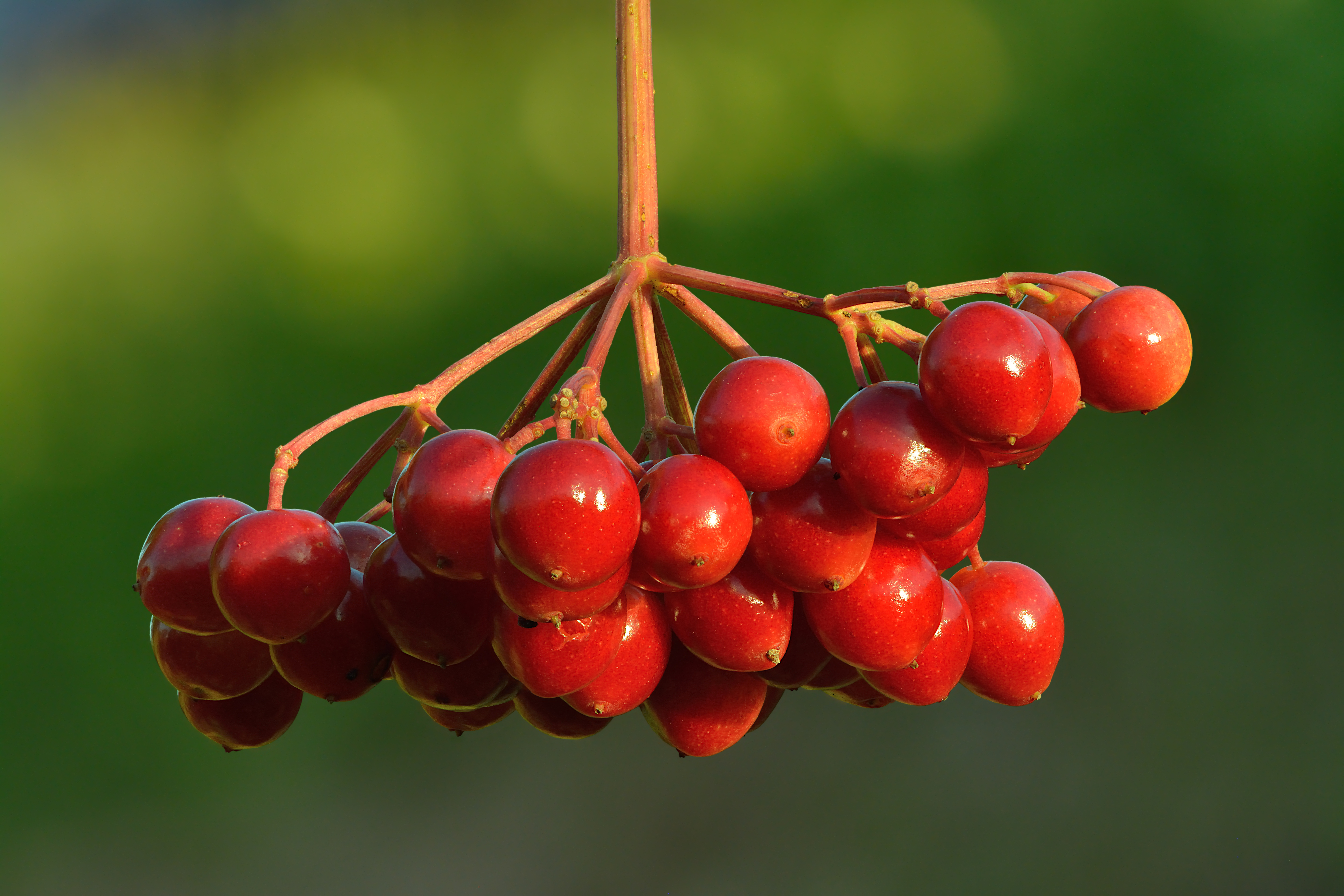
Fruchtstand

Die kahle, beerenähnliche Steinfrucht besitzt sowohl eine gerundete Basis als auch Spitze und enthält nur einen Steinkern. Der Steinkern ist bei einem Durchmesser von 8 bis 10 (selten bis zu 12) mm fast kreisförmig und abgeflacht mit abgerundetem oberen Ende. Die Früchte reifen in Mitteleuropa von August bis November, in China zwischen September und Oktober, und färben sich zuerst gelb und dann rot.

### Chromosomenzahl
Die Chromosomengrundzahl beträgt x = 9; es liegt Diploidie vor, 2n = 18. Dies gilt auch für die Unterarten Viburnum opulus subsp. calvescens und Viburnum opulus subsp. trilobum sowie für die Sorte „Roseum“.

## Ökologie
Der Gewöhnliche Schneeball ist ein winterkahler Strauch und ein Intensiv- und Flachwurzler mit arbuskulärer  Mykorrhiza.
Die Blütenstände sind homogame, schüsselförmige „Scheibenblumen“. Die sterilen Randblüten sind stark vergrößert und dienen als Schauapparat. Der Nektar wird in den fertilen Blüten offen dargeboten. Bestäuber sind Insekten verschiedener Arten (außer Schmetterlingen), besonders Fliegen, die ähnlich wie bei den Doldenblütlern auf dem Blütenstand umherlaufend die Bestäubung vollziehen. Auch spontane Selbstbestäubung ist erfolgreich.
Die Fruchtreife der beerenähnlichen Steinfrucht liegt zwischen August und November. Die Früchte sind Wintersteher mit Verdauungsverbreitung. Sie werden von manchen Vögeln, z. B. von Drosseln, gemieden, aber von anderen Vögeln im Laufe des Winters gefressen. Die zerquetschten Früchte haben einen deutlichen Schweißgeruch.
Eine vegetative Vermehrung kann erfolgen, weil tief in die Erde gesteckte Zweige von selbst anwachsen.

## Vorkommen

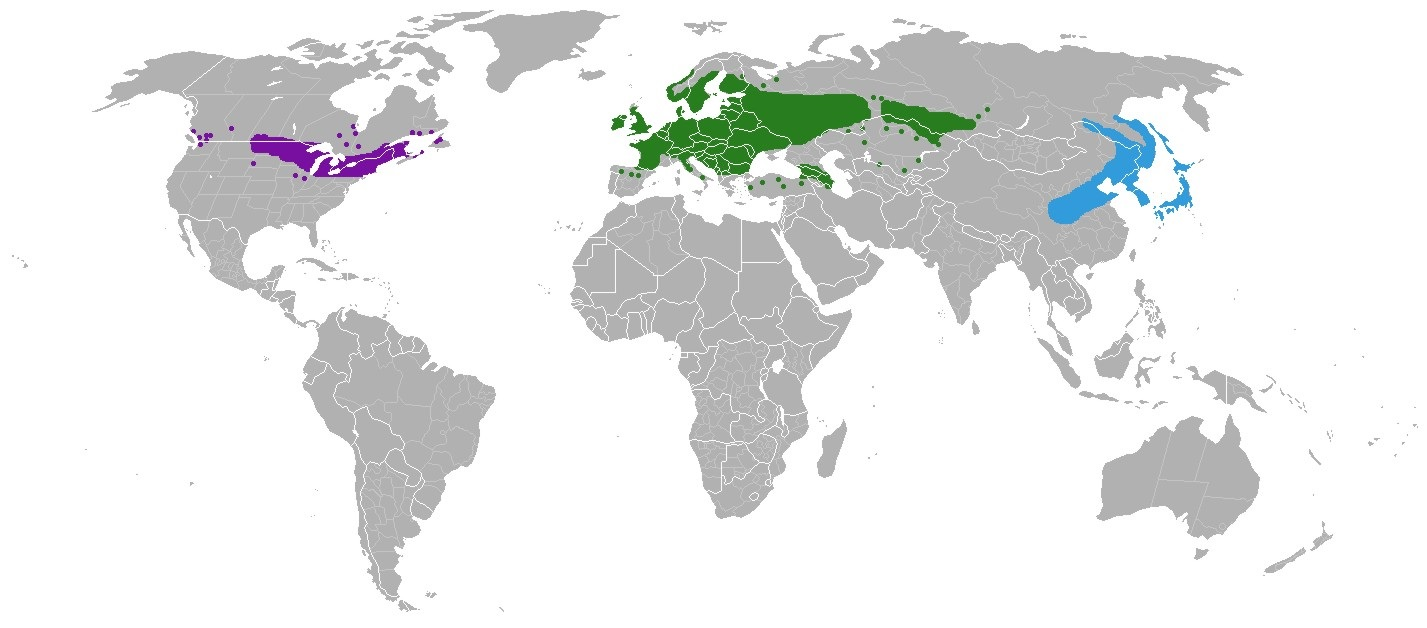
Verbreitungskarte: grün: Viburnum opulus subsp. opulus, blau: Viburnum opulus subsp. calvescens, violett: Amerikanischer Schneeball (Viburnum opulus subsp. trilobum). Aus: E. Hultén & M. Fries: Atlas of North European vascular plants. 1986

Der Gewöhnliche Schneeball (Viburnum opulus L. subsp. opulus) ist in ganz Europa, West- und Nordasien verbreitet. Als Neophyt kommt Viburnum opulus subsp. opulus auch in Teilen Nordamerikas vor.
Viburnum opulus L. subsp. opulus ist in Mitteleuropa von den Ebenen bis in den Alpen in Höhenlagen von etwa 1000 Metern zu finden. In den Allgäuer Alpen steigt diese Sippe bis zu einer Höhenlage von 1100 Metern auf.
Der Gewöhnliche Schneeball ist vor allem an feuchten Gebüschen, Ufern von Bächen, Flüssen und Seen sowie an Waldrändern anzutreffen. Er ist in Mitteleuropa eine Charakterart des Salici-Viburnetum opuli aus dem Berberidion-Verband, kommt aber auch in Gesellschaften der Ordnung Prunetalia oder der Verbände Salicion cinereae oder Alno-Ulmion vor.

## Systematik

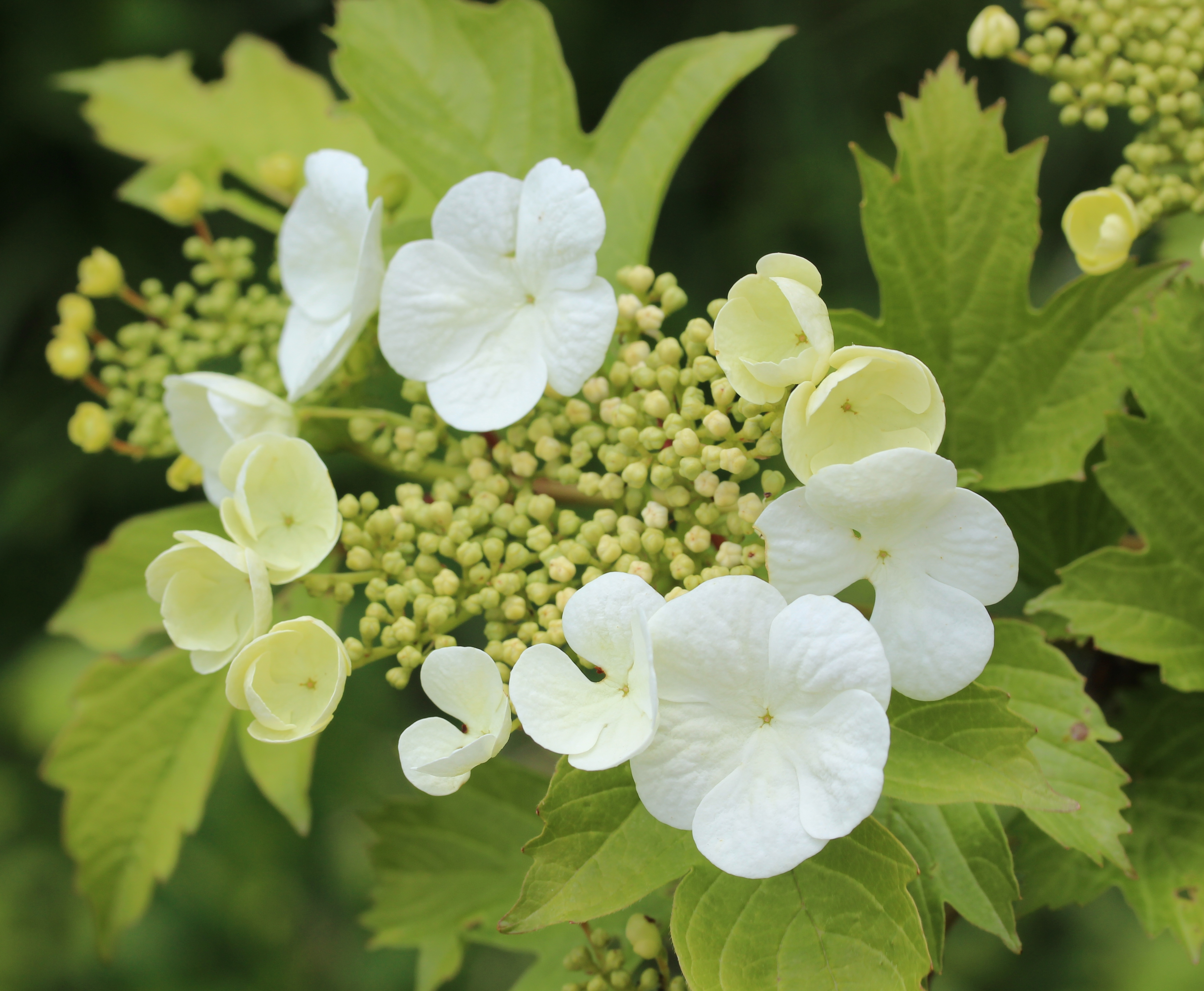
Viburnum opulus subsp. calvescens

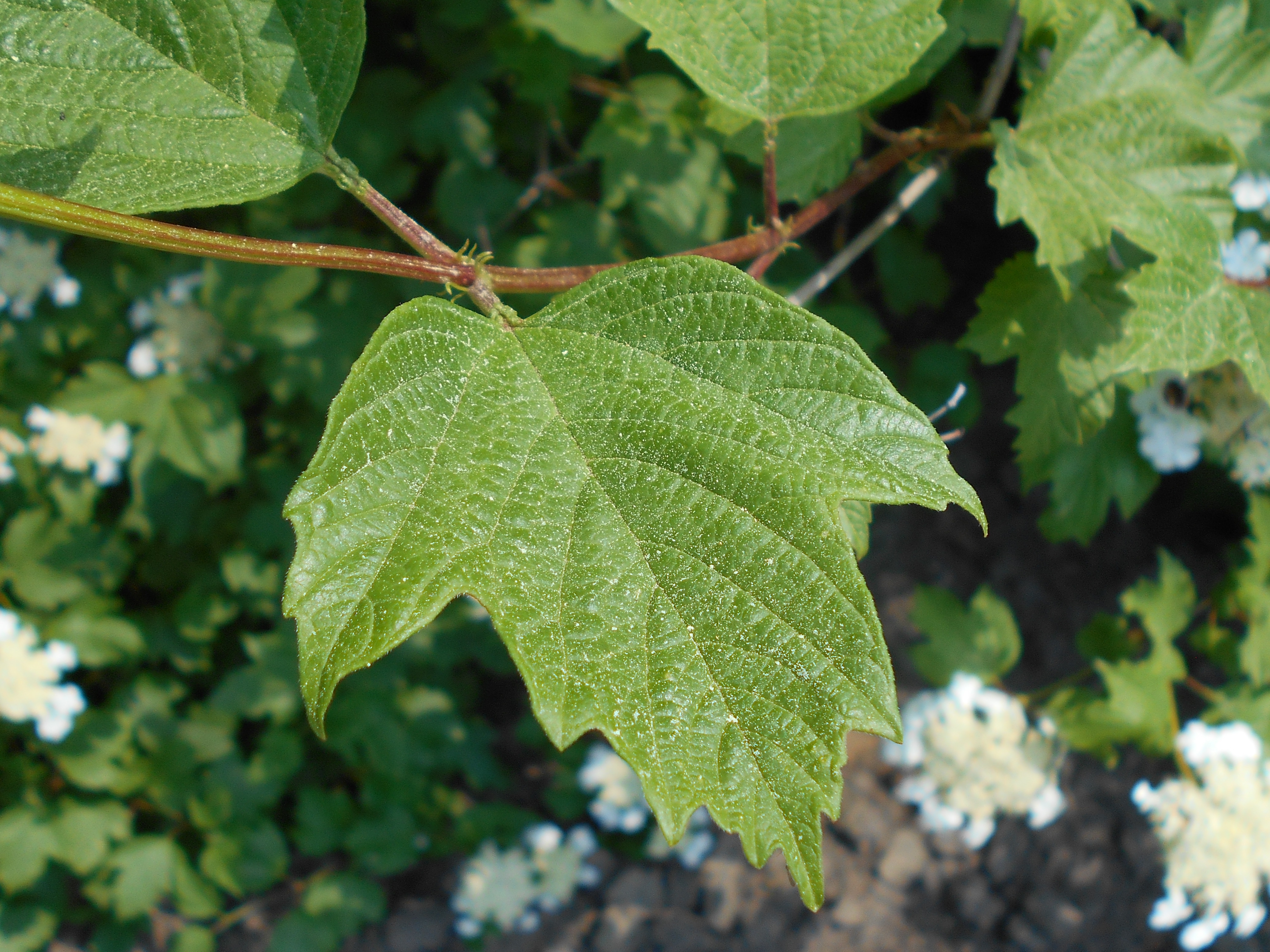
Amerikanischer Schneeball (Viburnum opulus subsp. trilobum)

Die Erstbeschreibung von Viburnum opulus erfolgte 1753 durch Carl von Linné in Species Plantarum, Band 1, S. 268. Synonyme für Viburnum opulus L. sind: Opulus vulgaris Borkh. in Roem. nom. illeg., Opulus lobatofolia Gilib. nom. invalid., Viburnum lobatum Lam. nom. illeg., Viburnum glandulosum Salisb. nom. illeg., Opulus palustris Gray nom. illeg., Opulus glandulosus Moench.
Viburnum opulus ist eine von etwa fünf bis sechs Arten der circumboreal verbreiteten Sektion Opulus innerhalb der Gattung Viburnum.
Von der Art Viburnum opulus gibt es zwei oder drei Unterarten. Sie werden von manchen Autoren auch als Arten angesehen.
- Viburnum opulus subsp. calvescens (Rehder) Sugimoto (Syn.: Viburnum sargentii Koehne var. calvescens Rehder, Viburnum opulus var. calvescens (Rehder) H.Hara, Viburnum opulus f. intermedium (Nakai) Sugimoto, Viburnum opulus f. puberulum (Komarov) Sugimoto, Viburnum opulus var. pubinerve Makino; Viburnum opulus var. sargentii (Koehne) Takeda, Viburnum pubinerve Blume ex Nakai, Viburnum pubinerve f. calvescens (Rehder) Nakai, Viburnum pubinerve f. intermedium Nakai, Viburnum pubinerve f. puberulum (Komarov) Nakai, Viburnum sargentii Koehne, Viburnum sargentii f. calvescens (Rehder) Rehder, Viburnum sargentii f. glabra Komarov, Viburnum sargentii f. intermedium (Nakai) H.Hara, Viburnum sargentii var. intermedium (Nakai) Kitagawa, Viburnum sargentii f. puberulum Komarov, Viburnum sargentii var. puberulum (Komarov) Kitagawa): Sie kommt im fernöstlichen Russland, im östlichen Sibirien, in der Mongolei, in Korea, China und Japan vor.[9]
- Viburnum opulus L. subsp. opulus: Sie kommt in Europa, im Kaukasusraum, in Zentralasien, im westlichen Sibirien und im nordwestlichen Zhejiang vor.[9]
- Amerikanischer Schneeball (Viburnum opulus subsp. trilobum (Marshall) R.T.Clausen, Syn.: Viburnum trilobum Marshall, Viburnum opulus var. americanum Aiton): Er kommt in Nordamerika vor.[9]

## Inhaltsstoffe und Toxizität
Rinde, Blätter und unreife Früchte enthalten Oxalate, Saponine, Gerbstoffe, Bitterstoffe, Pectin und das Glykosid Viburnin.
Der Schneeball hat als Giftpflanze den Toxizitätsgrad „giftig“, den beispielsweise auch das Echte Johanniskraut hat.
Über die Giftigkeit der Beeren finden sich in der Literatur widersprüchliche Angaben (schwach giftig bis giftig).

## Nutzung
Die Droge aus der Rinde wird bis heute als krampflösendes Mittel, insbesondere bei Menstruationsbeschwerden, arzneilich verwendet.
Der Name Dampfbeere kommt daher, dass früher die Früchte, auch in Mitteleuropa, in der Volksmedizin als Mittel gegen den „Dampf“, wie man Asthma und Atemnot seinerzeit nannte, verwendet wurden.
Der Gewöhnliche Schneeball wird auch als Zierpflanze in den gemäßigten Gebieten in Gärten und Parks verwendet.

## Namensgebung

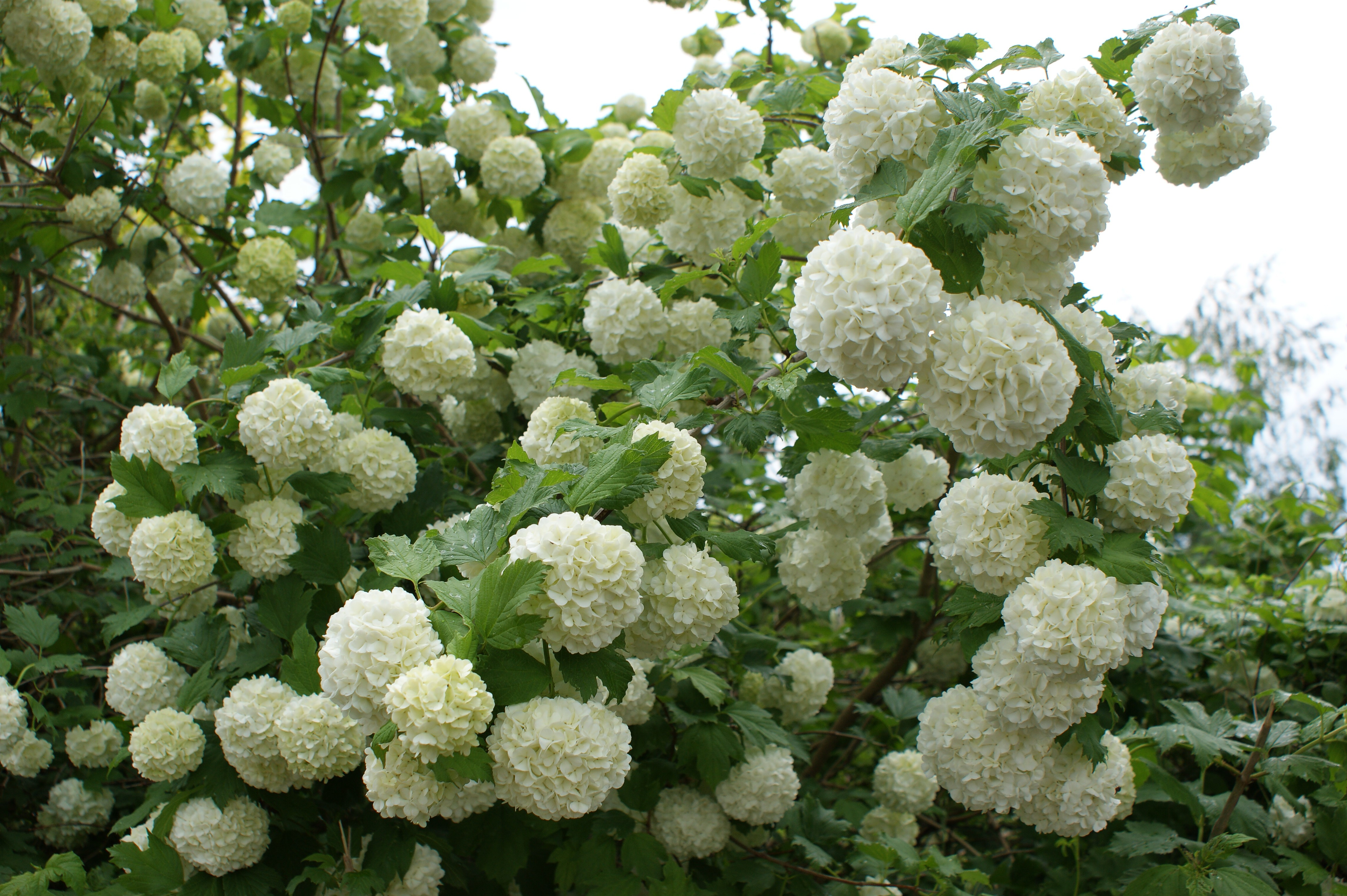
Viburnum opulus Sorte 'Roseum'

Der deutsche Trivialname Schneeball dürfte seit dem 17. Jh. gebräuchlich sein, da der sterile gefüllte Schneeball mit ballförmigen Blütenständen (Viburnum opulus cv. „Roseum“) erst um 1594 entstand. Vorher waren zutreffendere Namen geläufig: Herzbeere (wegen der herzförmigen Samen), Glasbeere (wegen der glasig wirkenden Früchte), Blutbeere (wegen des roten dickflüssigen Fruchtsaftes) und Wasserholder, weil der Gewöhnliche Schneeball gern am Wasser wächst und seine Blüten den Blüten des Holunderstrauches ähneln.

## Trivia
Das russische Lied Kalinka besingt den Gewöhnlichen Schneeball.
Das ukrainische Volkslied Oj, u lusi tscherwona kalyna besingt ebenfalls den Gewöhnlichen Schneeball und wurde nach der russischen Invasion 2022 durch Andrij Chlywnjuk und die ukrainische Band BoomBox bekannt.